# 도꾜조선중고급학교
도꾜조선중고급학교(東京朝鮮中高級学校)는 일본 도쿄 기타구에 위치한 조선학교이다.

## 연혁
- 1946년 - 중등부 개교
- 1948년 - 고등부 개교